# José Camilo Crotto
José Camilo Crotto (Dolores, Buenos Aires, Argentina, 26 de mayo de 1863 - 15 de junio de 1936) fue un político argentino, dirigente ruralista, senador nacional, y gobernador de la provincia de Buenos Aires.

## Biografía
Felipe José Camilo Crotto nació el 26 de mayo de 1862 en Dolores, provincia de Buenos Aires. Sus padres fueron Giuseppe (José) Crotto y Valeria Villas. El matrimonio tuvo, además, nueve hijos, de los cuales llegaron a la adultez: Jacinto Vicente, Enrique Celestino, Francisco, Eduardo, María y Filomena.
En el partido de Tordillo, “Camino del Médano”, Giuseppe Crotto y sus cuñados Paulino y Enrique Villas en campos que pertenecieron a Tomás de Anchorena fundaron, en 1856, la pulpería conocida como “Esquina de Crotto” (el edificio, que fuera construido con maderas de barcos encontradas en la costa, sirvió hasta 1938 de posta del servicio de la galera “” de Serafín Dávila y sus hijos y aún se mantiene en pie).
José Camilo recibió el título de abogado en Derecho de Buenos Aires en el año 1887.
Participó en la creación de la Unión Cívica en 1890 y combatió en la Revolución del 90 como jefe de uno de los cinco grupos que integraban la Legión Ciudadana, brazo militar de la Unión Cívica.
En 1891 fue uno de los fundadores de la Unión Cívica Radical. Junto con Hipólito Yrigoyen, fue luego uno de los líderes de la Revolución de 1905. En 1909 fue elegido presidente del Comité Nacional de la Unión Cívica Radical. Combatió en la Revolución del Parque como jefe de uno de los cinco grupos que integraban la “Legión Ciudadana” grupo de choque paramilitar que tenía como objetivo la toma del poder mediante las armas por parte de los radicales
Entre 1912 y 1918 fue senador nacional en representación de la Ciudad de Buenos Aires.

## Familia y  política

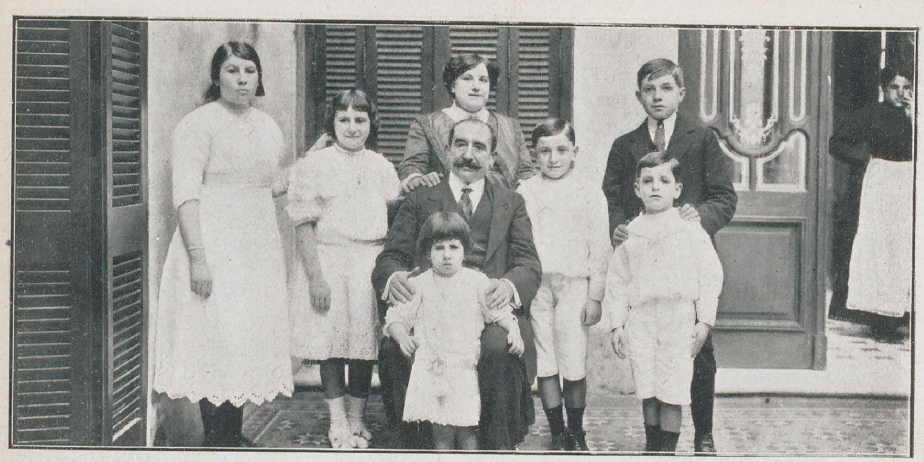
El doctor José Camilo Crotto, con su esposa doña Eva Mazzini de Crotto y sus hijos, Eva, Emilio, Blanca, Rosa, Camilo y Raúl. Revista Fray Mocho del 3 de mayo de 1912.

El 18 de noviembre de 1896 en la iglesia de San Cristóbal, Crotto contrajo matrimonio con Eva Ángela Mazzini, de apenas 17 años de edad, hija de Emilio Mazzini y Carmen Ramos, ambos naturales del país.
La pareja tuvo ocho hijos: Eva (1897), José Camilo (1899), Carmen (1901), Emilio (1904), Raúl (1905), Blanca Rosa (1908), Nélida (1912) y Héctor Julio (1916).
Junto a Hipólito Yrigoyen, Crotto fue uno de los líderes de 1905 y en 1909, como dirigente fue elegido presidente del Comité Nacional Radical. Dicha designación se debió a la injerencia que tenía el radicalismo de Buenos Aires y en particular Hipólito Yrigoyen dentro de la política interna del partido.
Entre 1912 y 1918 fue Senador Nacional en representación de la ciudad de Buenos Aires.

## “Azul, siempre Azul”
En septiembre de 1905 el diputado provincial, Matías Pinedo Oliver, presentó un proyecto de ley con la intención de cambiar el nombre de Azul por el de General Ignacio Rivas, pues consideraba que “Azul” como tal no significaba absolutamente nada, en cambio el nombre del valiente militar debía perpetuarse en la toponimia bonaerense como recuerdo de sus hazañas. Inmediatamente la comunidad azuleña reaccionó ante la propuesta. 
El italiano José Peluffo, dueño de una flota de carros, los pintó de azul y les colocó la leyenda “Azul, siempre Azul”. 
En octubre se realizó una nutrida reunión en el Teatro Español. Una semana más tarde, el domingo 29, se realizó otra convocatoria para informar que se habían recolectado más de 17.000 firmas en contra del proyecto, como así también las adhesiones a la acciones ejecutadas por los azuleños del Dr. Estanislao S. Zeballos y del dirigente ruralista y radical, José Camilo Crotto.

## Gobernación (1918-1921)

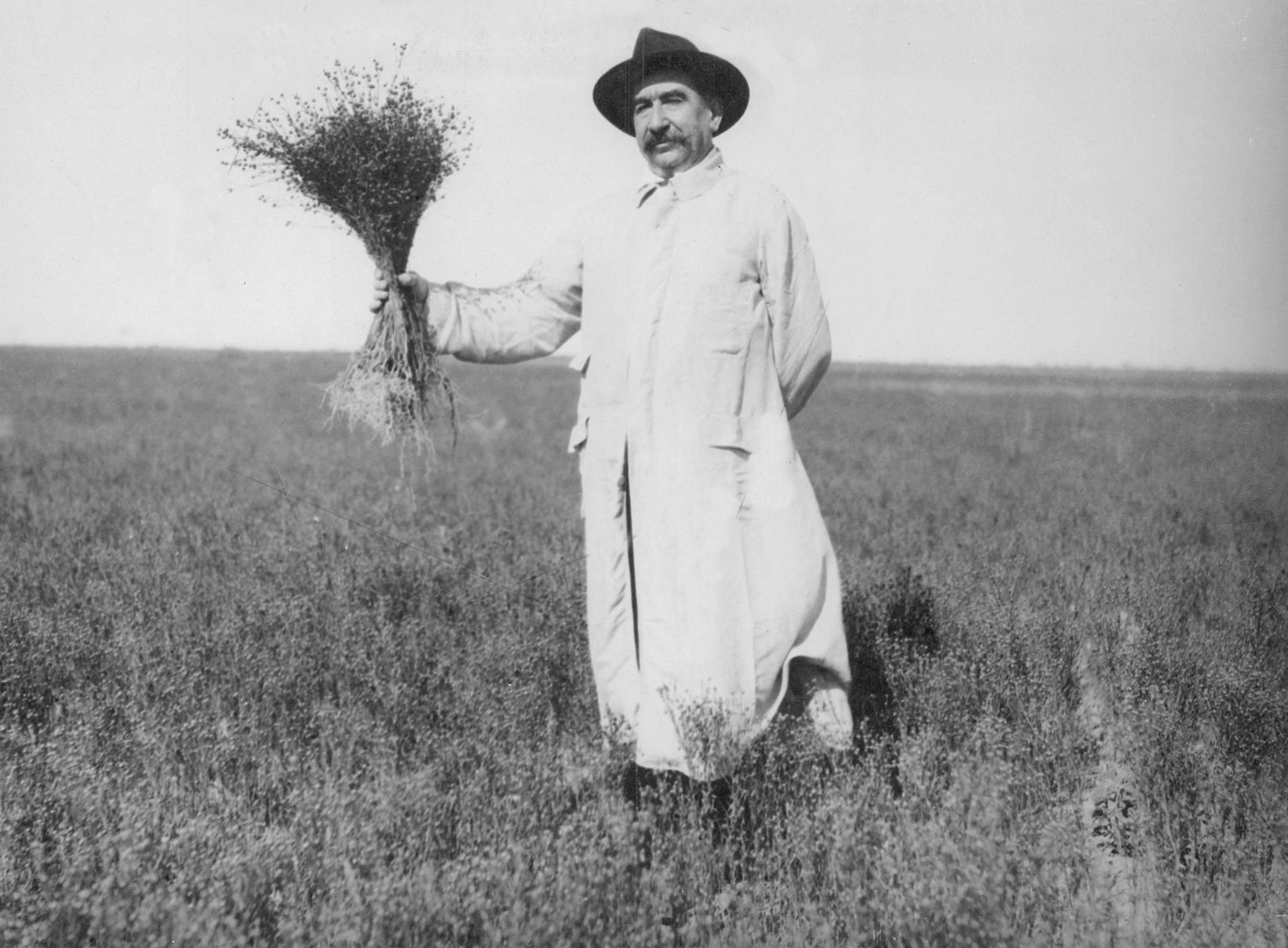
Crotto mostrando un manojo de plantas de lino, una de las oleaginosas de mayor cultivo en su momento (año 1925).

En 1918 fue elegido gobernador de la provincia de Buenos Aires. Debido a un enfrentamiento personal con el presidente Hipólito Yrigoyen, renunció en 1921. Debido a ello formó un grupo interno en el radicalismo opositor a Yrigoyen, conocido inicialmente como "crottismo", que a partir de 1924 se sumó a la Unión Cívica Radical Antipersonalista.
Durante su gobierno de la Provincia de Buenos Aires sancionó el Decreto 3/1920 que autorizaba y permitía a los peones rurales a viajar gratis en los trenes cargueros, a los que comenzó a llamarse "crotos". Con el tiempo la palabra se usó para referirse a las personas sin hogar o mal vestidas. Renunció en 1921 por desacuerdos con el presidente Yrigoyen. El período fue completado por el vicegobernador Luis Monteverde. Se desempeñó también como dirigente de la Sociedad Rural Argentina.
Al asumir nombró a allegados suyos como ministros, en su mayoría sin experiencia también desplazó a varios yrigoyenistas nombrados en su momento por el interventor federal Cantilo. Los nuevos ministros, Tomás Puig Lomes de Gobierno, Nicolás Casarino en Hacienda y Enrique de Madrid de Obras Públicas, enfrentado a Yrigoyen por el estilo autoritario de este, sufrió los embates del gobierno nacional, debió sortear presiones constantes en la legislatura, en especial en la Cámara de Diputados provincial, donde el yrigoyenismo tenía un número considerable de legisladores. Las presiones al gobierno provincial aumentaban y sofocaban al Gobernador.
Enfrentado mediante acusaciones de fraude mutuo entre personalistas y antipersonalistas, intervinó más de 30 municipios bonaerenses donde ganó  el yrigoyenismo al que acusó de fraude y compra de votos. Paralelamente desde la legislatura se levantaron cargos contra el gobierno de Crotto, llegando a investigarse a varios de sus ministros por peculado. Paralelamente Crotto lanzó graves acusaciones contra  Yrigoyen acusándolo de dirigir el Clan Radical, un grupo de choque armado que causaría varias muertes en la provincia.
Simultáneamente la presión contra las finanzas de la provincia aumentó apoyado ampliamente por el presidente Hipólito Yrigoyen, lo que creó tensiones e inestabilidad, reteniendose por parte del gobierno nacional tres ejercicios consecutivos los fondos de la provincia. Ante el ahogo presupuestario el erario provincial había dejado de abonar los servicios de hospitales, de los maestros y de la policía, junto al pagó en mercadería de los sueldos de empleados provinciales. En 1922, la gobernación quedó en manos de un yrigoyenista, el ex interventor, José Luis Cantilo.
José Crotto se instaló como estanciero en la zona de Dolores. La Esquina de Crotto, donde se encontraba una pulpería a la que asistía habitualmente.

## El Gobernador en Azul
Participó de la Exposición-feria anual que organizaba la Sociedad Rural de Azul 
El por entonces intendente de Azul, José María Lier, recibió al Gobernador con especial beneplácito, suponiendo tal vez que aquella visita marcaría a las claras cual era su injerencia en las esferas superiores de poder. Sin embargo, su pronóstico fue totalmente desacertado… Antes del desenlace -suscitado con la renuncia del Gobernador-, ya se presagiaba la clara victoria del sector yrigoyenista en el cual se respaldaban Gumersindo Cristobó y su fiel seguidor, Abelardo Cano, quien a la postre culminaría siendo el sucesor de Lier al frente de la Comuna.

## Homenajes
En su honor existe la localidad de Crotto y su respectiva estación ferroviaria en el partido de Tapalqué y el paraje Esquina de Crotto en el partido de Tordillo, en la pampa húmeda bonaerense.